# Ріверсайд (стадіон)
«Ріверсайд» (англ. «Riverside Stadium») — футбольний стадіон у Мідлсбро, Англія. Відкритий 1995 року, вміщує 33 746 глядачів. Є домашньою ареною клубу «Мідлсбро».

## Міжнародні матчі
| Дата           | Господарі       | Результат | Гості       | Змагання                            |
| -------------- | --------------- | --------- | ----------- | ----------------------------------- |
| 31 серпня 2000 | Англія          | 6–1       | Грузія      | Товариський матч U-21               |
| 4 вересня 2001 | Англія          | 5–0       | Албанія     | Кваліфікація до Молодіжного ЧЄ-2002 |
| 11 червня 2003 | Англія          | 2–1       | Словаччина  | Кваліфікація до ЧЄ-2004             |
| 7 серпня 2004  | Англія          | 3–1       | Україна     | Товариський матч U-21               |
| 29 March 2005  | Англія          | 2–0       | Азербайджан | Кваліфікація до молодіжного ЧЄ-2006 |
| 29 лютого 2012 | Англія          | 4–0       | Бельгія     | Кваліфікація до молодіжного ЧЄ-2013 |
| 20 July 2012   | Велика Британія | 0–0       | Швеція      | Жіночий турнір на ОІ-2012           |
| 20 July 2012   | Велика Британія | 0–2       | Бразилія    | Чоловічий турнір на ОІ-2012         |
| 30 March 2015  | Англія          | 3-2       | Німеччина   | Товариський матч U-21               |